# Motorola 6800

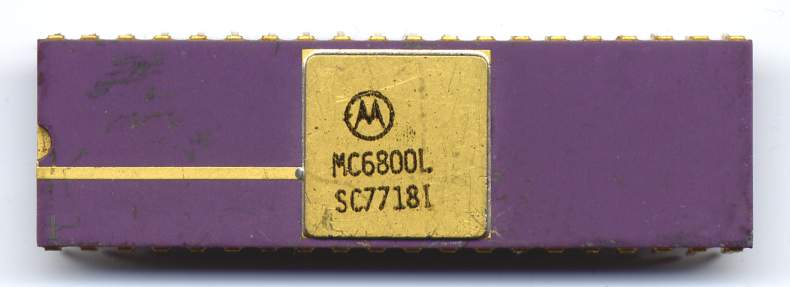
Motorola 6800.

El Motorola MC6800 (6800) es un microprocesador fabricado por Motorola que fue lanzado al mercado en 1975, poco después del Intel 8080. El nombre le viene de contener aproximadamente 6800 transistores.
Su conjunto de instrucciones está formado por 78 de estas y posiblemente es el primer microprocesador que contó con un registro índice.
El 6800 normalmente se fabricaba en un encapsulado DIP de 40 pines.
Necesita un reloj de dos fases y una alimentación única de 5V, en contraste con el 8080 de Intel, que necesitaba tres tensiones.
Varios de los primeros microordenadores de los años 1970, que usualmente eran vendidos por correo -en piezas sueltas o ensamblados-, usaron el 6800 como procesador principal. Entre ellos se encuentran el SWTPC 6800 (el primero en usarlo) y el MITS Altair 680.
Fue sustituido por el MC6802, que añade al MC6800 un generador de reloj, con lo que le basta un reloj de una fase, compatible TTL, y una memoria de 128 bytes, 32 de los cuales son "retenibles" mediante una tensión de 3V aplicada a un pin destinado a tal fin.
Partiendo del 6800 se crearon varios procesadores derivados, siendo uno de los más potentes el Motorola 6809, que fue usado en el sistema de videojuego Vectrex y en el ordenador Tandy TRS-80, entre otros. También se han producido varios microcontroladores basados en el 6800, como el Motorola 6805, 6807, 6808, 68HC11 y el 68HC12.
La empresa competidora MOS Technology, que contrató a los empleados que diseñaron el 6800 cuando estos dejaron Motorola, también fabricó procesadores basados en la tecnología del Motorola 6800. Entre estos se encuentran los MOS Technology 6501 y 6502, que fueron usados en muchos sistemas de videojuegos y ordenadores de finales de los años 1970, como el Apple II, Atari 2600 y los Commodore PET, VIC-20 y C64.

## Microcontrolador 6801 y 6803

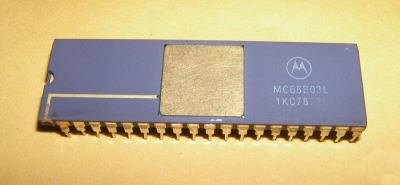
Motorola 6803.

El 6801 es un microcontrolador que incluye una CPU 6800 mejorada, 2K de ROM, 128 bytes de RAM, una instrucción de multiplicación por hardware, y un puerto serie embebido.
El MC6803 es un MC6801 sin ROM, y se pueden encontrar en Internet varios proyectos de robots y sistemas embebidos basados en él. Se utilizó además como CPU de varios ordenadores como el TRS-80 MC-10 y el Matra Alice

## Segunda fuente
Fueron segundas fuentes del MC6800:
- Fairchild Semiconductor
- Thomsom
- AMI (American Microelectronics Inc.)